# کارونیک اسید
کارونیک اسید (به انگلیسی: Carvonic acid) با فرمول شیمیایی C۱۰H۱۲O۳ یک ترکیب شیمیایی است. که جرم مولی آن ۱۸۰٫۲۰ g/mol می‌باشد. 